# Bladimiro Cuello Daza
Bladimiro Cuello Daza (27 de enero de 1961, en Distracción) es un médico ginecobstetra y político colombiano que ha desarrollado su actividad en el Senado de la República, en la Cámara de Representantes y en la Asamblea Departamental de La Guajira.

## Biografía
Bladimiro Cuello Daza está casado y tiene dos hijos.
Sus primeros estudios los realizó en la Escuela Urbana para Niños de Distracción y sus estudios secundarios en la Normal para Varones de Barranquilla, donde obtuvo el grado de maestro-bachiller.
Su trabajo directo con la comunidad de La Guajira lo inició como médico rural.
Entre 1989 y 1991, dirigió el Hospital San Agustín de Fonseca. Luego, entre 1992 y 1994, estuvo en la Universidad de Buenos Aires, Argentina donde obtuvo el título de Ginecobstetricia e hizo sub-especializaciones en mastología, tracto-genital inferior, colposcopía y ecografía gineco-obstétrica. Se especializó en Administración en Salud en la Universidad del Valle, en Organización y Administración Hospitalaria en el Hospital Militar de Argentina, e hizo diplomados en Administración Pública en la ESAP, Gobierno y Gestión Pública en la Universidad del Atlántico, Desarrollo Nacional en el colegio Fu-Hsing-Kang en Taiwán y Administración Pública para Países Latinoamericanos en la Universidad de Pekín.

## Carrera política
Cuello Daza es un político perteneciente al Partido Conservador Colombiano. Fue diputado de la Asamblea Departamental de La Guajira en dos periodos consecutivos (1998-2000 y 2000-2002) pasando por la presidencia de la corporación durante su primer periodo y renunciando durante el segundo periodo para aspirar al Senado de la República.
Como renglón en la lista encabezada por William Montes logró llegar al Senado de la República de Colombia teniendo la oportunidad de actuar durante un año.
Siendo Senador de la República se postuló por el Partido Conservador Colombiano, en alianza con los movimientos Nueva Guajira y Compromiso Serio, a la Cámara de Representantes alcanzando la curul que ocupó hasta el 20 de julio de 2010. Como Representante a la Cámara por el departamento de La Guajira fue miembro del Directorio Nacional Conservador, presidente de la Comisión Quinta y Vocero del Partido ante la Cámara de Representantes, durante la última legislatura del periodo 2006-2010.
Actualmente aspira a la Gobernación del Departamento de La Guajira en representación del Partido Conservador Colombiano, en alianza con otros partidos y movimientos políticos de la región.

## Reconocimientos
- Diputado del Año en 1998 por el periódico Guajira Gráfica
- Hijo Ilustre por las fundaciones que organizan los festivales de Los Laureles y El Retorno, en Distracción y Fonseca, respectivamente
- Declarado en 2008 Hijo Adoptivo de Urumita
- Medalla Luis A. Robles Suárez, máxima distinción que impone la Asamblea Departamental de La Guajira por su dedicación a favor de las comunidades guajiras